# Olivia Scriven
Olivia Ruby Scriven (* 28. Februar 1997 in Wakefield, Québec) ist eine kanadische Schauspielerin und Sängerin.

## Leben
Scriven wurde im Februar 1997 in Wakefield, Québec, geboren. In jungen Jahren zog sie mit ihrer Familie nach London in die Provinz von Ontario. Dort besuchte Scriven die öffentliche Grundschule Pearson School for the Arts. Anschließend ging sie auf die H.B. Beal Secondary School, bevor sie im Alter von 13 beschloss Schauspielerin zu werden.
Ihre Karriere begann Scriven mit der Miniserie The Yard. Von Februar 2012 bis Juli 2015 hatte Scriven die Rolle der Maya Matlin in der kanadischen Jugendserie Degrassi: The Next Generation inne. Nach der Einstellung von Degrassi: The Next Generation übernahm Scriven dieselbe Rolle in der Fortsetzung Degrassi: Die nächste Klasse. Die Fernsehserie ist seit Januar 2016 auf Netflix abrufbar.
Ende 2015 präsentierte sie  ihre eigene Band, „Cute Whore“, die sie mit ihrem Degrassi-Kollegen Lyle Lettau gegründet hatte.

## Filmografie
- 2011: The Yard (Fernsehserie, 6 Episoden)
- 2011: Mistletoe Over Manhattan (Fernsehfilm)
- 2011: Being Erica – Alles auf Anfang (Being Erica, Fernsehserie, Episode 4x10)
- 2012–2015: Degrassi: The Next Generation (Fernsehserie, 110 Episoden)
- 2013: The Husband
- 2013: Cracked (Fernsehserie, Episode 2x07)
- 2015: Saving Hope (Fernsehserie, Episode 3x15)
- 2015: Lost Girl (Fernsehserie, Episode 5x16)
- 2016–2017: Degrassi: Die nächste Klasse (Degrassi: Next Class, Fernsehserie, 33 Episoden)
- 2018: Giant Little Ones
- 2019: Black Conflux
- 2019: Blood Quantum
- 2020: Mrs. America (Miniserie, 3 Episoden)
- 2020: Transplant (Fernsehserie, Episode 2x12)
- 2023: Would You Kill for Me? The Mary Bailey Story (Fernsehfilm)
- 2023: Skal – Fight for Survival